# Dietrich von Dohna
Dietrich (Theodor) von Dohna (* Dezember 1650 in Küstrin; † 17. Juli 1686 bei Ofen) war ein kurbrandenburger Obrist und Chef eines Dragonerregiments, dem Grundstock des Kürassierregiments Nr. 4.
Er war der Sohn von Burggraf Christian Albrecht von Dohna und dessen Frau Sophie Theodore Gräfin von Holland-Brederode-Vianen (1620–1678).
Er übernahm 1684 das Leibdragoner-Regiment, das 1672 durch die Obristen Joachim Ernst von Grumbkow errichtet wurde. Es hatte auch den Namen Küchendragoner, da es zur Begleitung des Hofstaates eingesetzt wurde. Der Oberst zog mit dem Regiment nach Ungarn als Teil der Brandenburger Unterstützung für den Kampf des Kaisers gegen die Türken. Der Oberst starb bei der Belagerung von Ofen, an einer schweren Verletzung, die er sich am 3. Juli zugezogen hatte. Bei dem Sturm war auch der spätere Feldmarschall Dubislav Gneomar von Natzmer schwer verletzt worden.
Kurz zuvor – am 3. Juli – war bereits sein älterer Bruder Karl Emil (1658–1686) als kurbrandenburgischer Oberst und Kommandeur des Infanterie-Regiments Barfuß, bei Ofen gefallen.